# Волхов (град)
Вижте пояснителната страница за други значения на Волхов.
Во̀лхов (на руски: Во́лхов) е индустриален град в Русия, административен център на Волховски район, Ленинградска област. Населението на града през 2010 година е 47 182 души. Градът е разположен на река Волхов, на 122 км източно от Санкт Петербург.

## История
Градът израства по време на индустриализацията през първата половина на 20 век. Първо тук е построено работническото селище Званка, с железопътна станция на линията Санкт Петербург – Вологда. През 1916 г. от станцията е построена втора линия – до Мурманск, като по този начин селището се превръща във важен железопътен възел. От 1918 до 1926 г. се строи и Волховската ВЕЦ, която е първата голяма водноелектрическа централа в Русия. През 1929 г., недалеч от нея, са положени основите на първия в Русия алуминиев завод, започнал работа три години по-късно. На 27 декември 1933 г., селището, обслужващо станцията, язовирът и алуминиевият завод са обединени с няколко съседни селища в град, наречен Волховстрой. Това име градът носи до 1940 г., когато е преименуван на Волхов.

## Промишленост
- Волховска ВЕЦ „Владимир Илич Ленин“
- Волховски алуминиев завод
- „Талосто“ – завод за сладолед

## Забележителности
- Железопътната гара
- Стара Ладога (първата столица на древноруската държава) – на 6 км северно от Волхов
- Волховската ВЕЦ (дело на инж. Хенрих Осипович Графтио) – една от емблемите на съветския авангарден конструктивизъм

## Побратимени градове
- Мушьоен, Норвегия
- Вефсн, Норвегия
- Ярвенпаа, Финландия

|  | Тази страница частично или изцяло представлява превод на страницата „Волхов (город)“ и страницата Volkhov в Уикипедия на руски и английски език. Оригиналните текстове, както и този превод, са защитени от Лиценза „Криейтив Комънс – Признание – Споделяне на споделеното“, а за творби, създадени преди юни 2009 година – от Лиценза за свободна документация на ГНУ. Прегледайте историята на редакциите на оригиналните страници тук и тук, за да видите списъка на техните съавтори. ВАЖНО: Този шаблон се отнася единствено до авторските права върху съдържанието на статията. Добавянето му не отменя изискването да се посочват конкретни източници на твърденията, които да бъдат благонадеждни. |